# Lythrangomi/Boltaşlı

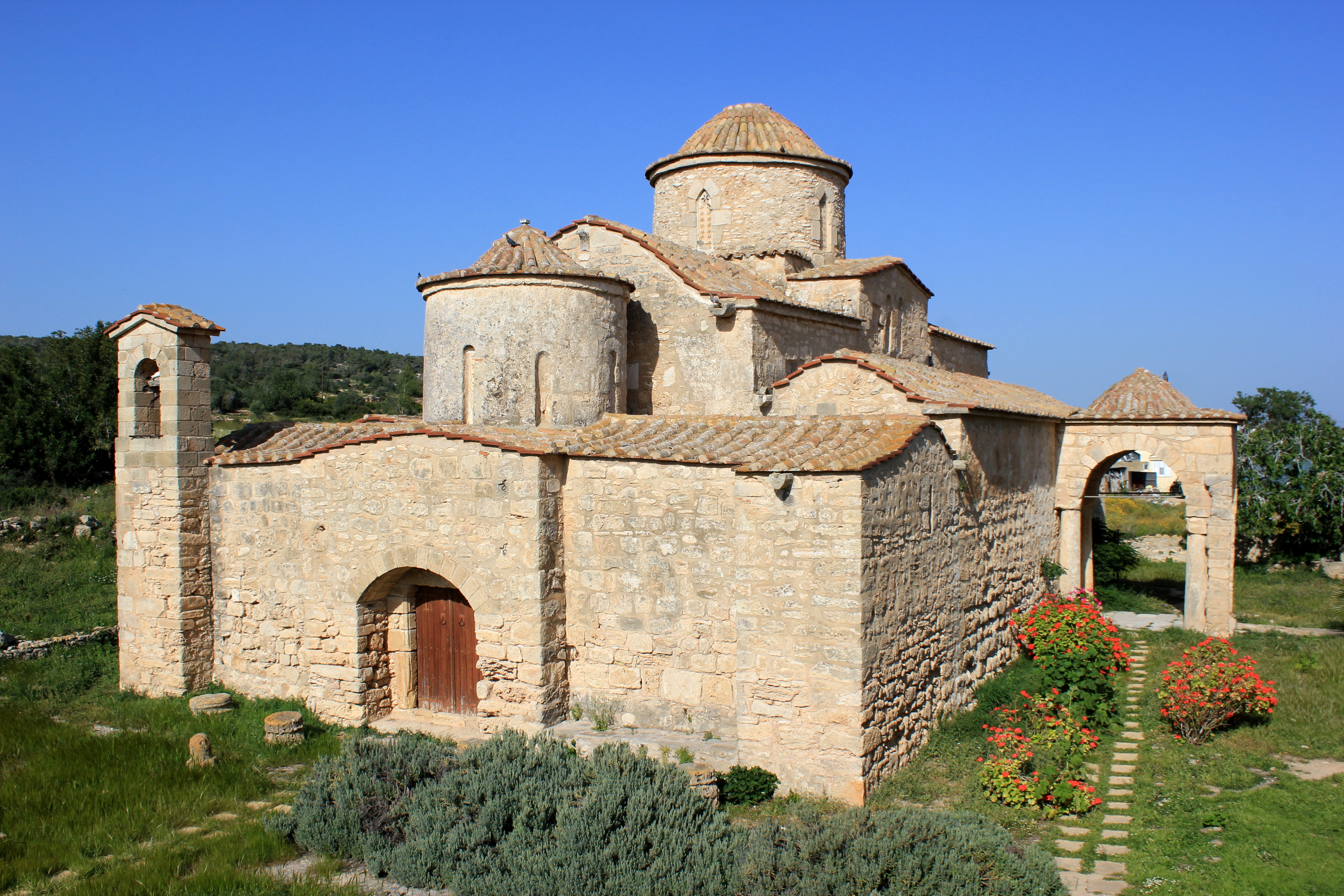
Kirche Panagia Kanakaria

Lythrangomi (griech. Λυθράγκωμη, auch Lythrankomi, Lithrangomi oder Lythragkomi), türkisch Boltaşlı, ist ein Dorf auf der Karpas-Halbinsel im Nordosten Zyperns. Es gehört faktisch zum Distrikt İskele der Türkischen Republik Nordzypern, formal jedoch zum Bezirk Famagusta der Republik Zypern.
Bekannt ist der Ort für die Kirche Panagia Kanakaria, die bis ins frühe 6. Jahrhundert zurückgeht und deren Mosaike einem Kunstraub zum Opfer fielen. Die ins Ausland verkauften Mosaike befinden sich heute wieder im Kirchenmuseum.
1946 hatte das Dorf 369 Einwohner, 1960 nur noch 275, davon 170 Zyperngriechen und 105 Zyperntürken. Infolge der Teilung der Insel wurden die griechischen Zyprioten aus dem Ort vertrieben, gleichzeitig siedelten sich Türken aus Anatolien an.
Lythrangomi/Boltaşlı liegt an der südlicheren und schmaleren der beiden Straßen nach Rizokarpaso/Dipkarpaz. Benachbarte Dörfer sind im Westen Vasili (Gelincik) und Leonarisso/Ziyamet, im Osten Vothylakas/Derince und Avtepe/Ayios Symeon.